# ويليام بي. ريتشاردسون
ويليام بي. ريتشاردسون (بالإنجليزية: William B. Richardson)‏ هو محامي وسياسي أمريكي، ولد في 10 نوفمبر 1874 في روشستر في الولايات المتحدة، وتوفي بنفس المكان في 19 سبتمبر 1945. حزبياً، نشط في الحزب الجمهوري. وقد انتخب عضو مجلس ولاية مينيسوتا.